# Oddworld: Abe’s Exoddus
Az Oddworld: Abe’s Exoddus az Oddworld-széria második játéka, mely mind történetileg, mind játékmenet szempontjából épít az elődjére. A játékot az Oddworld Inhabitants készítette és a GT Interactive adta ki 1998-ban PlayStation 1-re és Microsoft Windowsra. Bár a játék az előző cselekményét folytatja, valójában spin-off, és nem része az ú.n. Quintológiának, azaz az öt fő Oddworld-játéknak.
A történet középpontjában ismét Abe áll, aki röviddel azután, hogy felszabadította 99 fajtársát a RuptureFarms nevezetű húsüzemből, a szabadságát ünnepli, majd miután egy baleset folytán elájul, és egy látomásban három ősi mudokon lélek látogatja meg, akik felszólítják, hogy menjen el Necrumba, a mudokonok ősi temetkezési helyére, melyet a pénzéhes glukkonok megszentségtelenítettek.

## Történet
A történet ott kezdődik, ahol a sorozat előző része véget ért. Abe véletlenül elszellenti, majd elszégyelli magát. BigFace megpróbálja feloldani a kellemetlenséget azzal, hogy barátságosan hátba vágja Abe-et, aki ettől elveszti egyensúlyát, lezuhan és eszméletét veszti. Ájulatában meglátogatja őt három ősi mudokon kísértete, a Three Weirdos („Három Zakkant”). Ők elmondják Abe-nek, hogy a glukkonok elfoglalták Necrumot, a mudokonok ősi temetkezési helyét, és elkezdték az ott eltemetett csontokat kibányászni. A kísértetek arra ösztökélik Abe-et, hogy vágjon neki a sivatagnak és szabotálja a temetkezési helyen épített bányát.
A mudokon néhány társával el is indul, ám társai hamar elkedvetlenednek és miután egy egész napi keresés után se érték el úti céljuk, Abe-et kezdik el okolni az akció fölöslegessége miatt. Ám mielőtt nagyobb vitába bonyolódhatnának, hirtelen remegni kezd a föld, és a láthatáron egy hatalmas vonat tűnik fel. Az őrült sebességgel robogó gépezetről lepottyanó mudokon-lábszárcsont egyértelművé teszi, hogy közel járhatnak. És valóban, ahogy jobban körülnéznek feltűnik előttük Necrum Mines, a temető fölé épített csontkitermelő bánya. Bár a mudokonok együtt hatolnak be a bányába, Abe szerencsétlenül érkezik egy platformra, elveszti egyensúlyét és lezuhan, így a többieket hátrahagyva, egyedül kell átjutnia a bánya megannyi veszélyes berendezésén és őrein. Útközben kimenekíti a szolgasorban dolgozó mudokon bányászokat. Nemsokára ismét találkozik a társaival, ám ők képtelenek segíteni neki, mivel a glukkonok által gyártott SoulStorm Brew („lélekvihar főzet”) nevű ital függőivé váltak, mely másnapossághoz hasonló hatással van a rájuk. Az egyik botladozó mudokon által elejtett üres üvegből kiderül Abe számára, hogy a főzet egykori fajtársainak kibányászott csontjaiból készül. Mivel a többiek túl részegek ahhoz, hogy magával vihesse őket, Abe kénytelen egyedül folytatni útját. Végül az épület bojlereihez ér, melyeket néhány biztonsági zsilip megnyitásával túltölt, ez hatalmas robbanást idéz elő, mely elpusztítja a bányát.
Abe Necrum dzsungelében landol, ahol felfedezi a mudokonok még háborítatlanul megmaradt temetőit; túléli a hatalmas, féregszerű húsevők, a fleechek támadásait, és átkel a paramite-okat és a scrabeket imádó a mudomo és a mudanchee törzsek sírkamráin. Ezzel bizonyítja rátermettségét a Three Weirdos előtt, akik újabb tetoválással jutalmazzák Abe-et. A tetoválás lehetővé teszi számára, hogy meggyógyítsa főzettől másnapos mudokonat. Ezen kívül arra utasítják őt, hogy utazzon el a SoulStorm Brewery („LélekVihar Sörfőzde”) nevű gyárba, ahonnan a részegítő ital származik, és pusztítsa el azt. Abe kelletlenül, de beleegyezik a feladatba. Visszatér a bánya romjaihoz, ahol meggyógyítja és kiszabadítja társait.
Ezután kézzel hajtott vasúti kocsin távozik a FeeCo Depot („FeeCo raktár”) nevű raktárépületbe, mely össze van kötve több nagy glukkon gyárral. Miközben Abe utazik, a FeeCo tanácstermében három nagy hatalmú glukkon gyártulajdonos, General Dripik (Dripik tábornok), Director Phleg (Phleg igazgató) és Vice-President Aslik (Aslik alelnök, akinek a neve az „asslick” vagyis „talpnyaló” szóból ered) találkozót tart. Dripik kifejti aggodalmát, miszerint ha Molluck valaha is visszatér, mindhárman elveszthetik állásukat. Aslik megnyugtatja őt és biztosítja társait, hogy főnökük eltűnésével tökéletes alkalom nyílt arra, hogy kitölthessék a keletkezett hatalmi űrt. Emellett azt is eldöntik, hogy ahhoz, hogy Abe ne juthasson be a SoulStorm Brewerybe, az egyetlen odavezető vasútvonalat olyan elektromos kapukkal fogják elzárni, melyeket csak mindhármuk parancsával lehet feloldani.
Abe végigsettenkedik a raktárépületen, és a játékos döntése szerinti sorrendben meglátogatja a Dripik által ellenőrzött katonai létesítményt, a Slig Barracksot („Slig laktanyák”), Phleg csontfeldolgozó üzemét, a Bonewerkzet („Csontművek”) és Aslik személyes irodáját, a FeeCo Executive Office-ot („FeeCo vezérigazgatóság”). Abe mozgékonyságát és agykontrollját használva átvészeli mindhárom helyszín megpróbáltatásait, és átveszi a három glukkon fölött az irányítást, arra kényszerítve őket, hogy nyissák ki az elektromos kapukat. Ezután Abe vonatra száll és a SoulStorm Brewery felé veszi az irányt.
Bár a SoulStorm Brewery szintén Molluck tulajdona, az ő eltűnésével egy másik glukkon, Brewmaster („Főzetmester”) vette át az irányítást, aki egyetlen céljául a legfinomabb főzet elkészítését tűzte ki. A gyár bejárása közben Abe szörnyű felfedezést tesz: a főzet nem csupán halott mudokonok csontjaiból, de élők könnyeiből is készül, melyeket kínzással kényszerítenek ki belőlük. Ezután véletlen kihallgatja három alacsonyabb rangú glukkon beszélgetését, akik attól tartanak, hogy Abe túl fogja tölteni a gyár bojlereit, felrobbantva azokat. Ironikus módon ez adja meg Abe számára az ötletet. Hamarosan meg is találja a zsilipet, melyet elforgatva beindítja a gyár önmegsemmisítő folyamatát.
Hasonlóan az előző játékhoz, a játék kimenetele ismét attól függ, hogy a játékos hány mudokont mentett meg útja során. Ha Abe nem volt képes legalább 150 mudokont megmenteni, akkor az utolsó pillanatban vitába keveredik a társaival, akik őt okolják a többi mudokon halála miatt. Abe hiába próbálja megmagyarázni, hogy ő csak jót akart, az egyik társa mögé lopakodik és egy üres üveggel fejbe vágja. Abe elájul, és az egyik könnykinyerő gépben tér magához, szemtől szemben Brewmasterrel. A glukkon örömét fejezi ki, mert Abe könnyeivel képes lesz létrehozni a legfinomabb főzetét, és ráparancsol az őt kísérő sligre, hogy kapcsolja be a gépet, mely nagyfeszültségű áramot vezet a mudokon fejébe. Abe belehal a fájdalomba.
Azonban ha a játékos megmenti a mudokonok felét, akkor társaival együtt elmenekül a robbanni készülő épületből. Egy sliget láthatunk, aki már hiába próbál menekülni, valamint Brewmastert, aki dühösen kiáltja az utolsó másodperceket mutató visszaszámlálónak, hogy „Ez nem fair, az íz már kétszer olyan jó volt!”, majd halálra ég a robbanásban. Abe-et ezután egy emelvényen állva láthatjuk viszont, rengeteg társával mögötte. A mudokon fölemeli a kezét az égen megjelent Mudokon-hold felé és kijelenti, hogy még sok fajtársa van rabságban és készen állnak kiszabadítani őket.

## Fejlesztése
Az Abe’s Oddysee sikereit látva a játék kiadója, a GT Interactive nyomást gyakorolt a fejlesztőkre, akik így kénytelenek voltak beleegyezni, hogy 1998 karácsonyára elkészítik a folytatást. A kiszabott határidő tartásához a fejlesztők amellett döntöttek, hogy ugyanazt a motort fogják használni, melyet az előző játék is használt, és kilenc hónap alatt elkészítették az Abe’s Exoddust. Lorne Lanning, a játékok rendezője így emlékezik meg az eseményről: „Megöltük magunkat ez alatt a kilenc hónap alatt, amíg az Abe’s Exoddus elkészült. Brutális volt.”
A játék Game Boy Color változatát, melyet Oddworld Adventures címen adtak ki, a Saffire Corporation készítette és ugyanúgy a GT Interactive adta ki 1999 novemberében. A játék az Abe’s Exoddus egyszerűsített változata, melyből hiányzik a történet.
2009. október 22-én Észak-Amerikában, 2010. június 2-án pedig Európában is megjelent a játék emulált változata PlayStation 3-ra a PlayStation Network keretében.

## Fogadtatása
1999 januárjában a Verband der Unterhaltungssoftware Deutschland az Oddworld: Abe’s Exoddust arany minősítéssel jutalmazta; ez legalább százezer eladott példányt jelent Németország és Ausztria területén.
Az Abe’s Exoddus nagyrészt pozitív visszajelzéseket kapott megjelenése után. Az Edge magazin dicsérte Abe új képességeit, mivel „változatos és izgalmas módokon lehet őket használni”, ugyanakkor kritizálta a játék túlzottan hasonlító voltát az elődjéhez. Ezzel szemben a GameSpot szerint „bár az Exoddus játékmenete lényegében ugyanaz maradt, egy jól megcsinált dolgot ismétel.” A PC Zone dicsérte a játék átvezető filmjeit, melyek „csodálatos módon lettek létrehozva (főképp a hangok tekintetében).” Az IGN a játék grafikáját emelte ki: „A háromdimenziós karakterek még jobban néznek ki, mint elődeik, és a még több animált háttér és mozgó rész életet lehel a kissé elaggott formátumba.”
A játékot több szempontból is elmarasztalták. A GameSpot egyetlen kritizált eleme a játék kétjátékos módja volt: „A várakozós játék szimplán nem képes versenyt tartani a megszerzett cím megvédésének egocentrikus izgalmával.” A PC Zone a játék nehézségére fókuszált, mely állításuk szerint „kib*szott nehéz […] Néha már attól elfog a félelem, hogy a játék egy új (nyilvánvalóan nehezebb) részébe lépj.” Az IGN a játék próbálgatós játékmenetével nem értett egyet, mondván: „Az ugyanarra épülő próbálgatós séma legalább olyan frusztráló, mint egy tüske a sarkadban. Több helyszín is néha szimplán kiút nélküli csapdába ejt, melyeknél muszáj újraindítani a pályát.”
A játék a kritikák ellenére több díjat is megszerzett, többek között az E3 Showstopper díját a GamePrótól 1998-ban, az E3 Best of Show Winners List díját, a Legjobb Akció/Kaland PSX Játék díját a Next Level Holiday Guide-tól 1999-ben és az 1998 Legjobb PSX Kaland Játéka díjat a Game Revolutiontől 1999-ben. Az Exoddust CNET Gamecenter 1999 Legjobb Játéktermi Videójáték díjára is jelölték, ám ezt végül a Rayman 2: The Great Escape nyerte meg. Az Egyesült Államokban a játék számítógépes változatából 9499 példányt adtak el 1999 során.
A játék marketingkampányának részeként a fejlesztők kiadtak a játék átvezetőiből összevágott, 15 perces rövidfilmet is, melyet a Legjobb Animált Rövidfilm kategóriában neveztek a 71. Oscar-díjra is. Az Exoddus átvezetői körülbelül két millió dollárba kerültek, ez a játék fejlesztésére szánt összeg fele volt. Bár a film nem nyerte meg az Oscar-díjat, az Oddworld Inhabitants igazgatója, Sherry McKenna mégis úgy vélekedett, hogy a film döntő lépést tett a videójáték-ipar elismertetésében az animáció terén.
Ha a videójáték ipar valaha is meg akarja szerezni az őt megillető elismerést, valahol el kell kezdenünk tenni is érte.